# Col de Saint-Ignace
Le col de Saint-Ignace (en basque : San Inazio mendatea) est situé dans les Pyrénées-Atlantiques, en France, à 169 mètres d'altitude.

## Activités
Premier gravi par la route des cols depuis l'ouest, il est sans difficulté majeure pour les cyclistes.
C'est un point de départ de randonnée vers le sommet frontalier de la Rhune (900 m).
C'est également le point de départ du chemin de fer de la Rhune. La gare était autrefois desservie par la ligne de Saint-Jean-de-Luz à Sare du VFDM réseau basque.